# Тристан ап Мелиодас
Тристан (корн. Trystan; ок. 535—585) — король Корнубии с 560 года.

## Биография
Тристан — сын правителя Лионессе Мелиодаса ап Фалека и Элизабет Корнубской. Король Корнубии Марк ап Мерион женился на Изольде Белокурой, которая по возрасту приходилась ему как дочь. Марк уплыл в Арморику с целью завоевания государств, которые находились там. В 550-х годах он вернулся и был свергнут Мелиодасом ап Фалеком. В 560 году Мелиодас умер и королём Корнубии стал Тристан.
Возможно, Тристан был одним из прототипов одноимённого персонажа ряда рыцарских романов в стихах и прозаического «Романа о Тристане и Изольде». В романе Томаса Мэлори «Смерть Артура» выступает под именем Тристрам.